# ウィリー木原
ウィリー木原（ウィリーきはら）は、日本の元アマチュア野球選手である。ポジションは捕手。

## 来歴・人物
別府大学附属高校では1973年、3年生の時に夏の甲子園県予選に出場し、本業は捕手だが、一塁手としても活躍した。しかし、1回戦で高田高校に敗れた。
同年のドラフト会議で大洋ホエールズから4位指名されたが入団を拒否。
法政大学に進学。東京六大学野球リーグでは、同じポジションに袴田英利がいたので、主に控えとして活躍していた。
大学卒業後は大昭和製紙に入社した。